# 양상 실재론
양상 실재론은 모든 가능세계가 실제 세계와 같은 방식으로 실재한다는 데이비드 루이스가 발표한 이론이다. 이것은 다음과 같은 신조를 기반으로 한다. 가능한 세계가 존재한다. 가능한 세계는 실제 세계와 다르지 않고, 가능한 세계는 환원할 수 없는 실체이다. '실제 세계'에서 '실제'라는 용어는 지표적이다. 즉, 모든 주체는 자신이 "여기"에 있는 장소와 "지금"에 있는 시간을 실제라 하는 것처럼 자신의 세계를 실제 세계라고 말할 수 있다.
확장된 양상 실재론은 가능 세계 뿐만 아니라 불가능한 세계에 대한 존재론적 약속을 포함한다. 객체는 양상 차원으로 퍼져 있는 것으로 간주된다. 즉, 공간 및 시간 부분뿐만 아니라 모달 부분도 있는 것으로 간주된다. 이것은 각 객체가 하나의 가능한 세계에만 거주한다는 루이스의 양상 실재론과 반대된다.
양상 실재론에 대한 일반적인 주장은 양상 추론에 대한 이론적 유용성과 가능한 세계에 대한 존재로서의 약속을 암시하는 것으로 보이는 자연어에서 일반적으로 받아 들여지는 표현을 참조한다. 양상 실재론에 대한 일반적인 반대는 그것이 부풀려진 존재론으로 이어진다는 것이다. 일부 사람들은 이를 오컴의 면도날에 반대한다고 생각한다. 모달 리얼리즘의 비평가들은 또한 가능한 객체를 실제 객체와 동일한 존재론적 상태로 허용하는 것이 반직관적이라고 지적했다. 이러한 사고 방식은 실제 사람과 실제 사람이 아닌 사람에 대한 평등한 대우가 어떻게 도덕성에 매우 타당하지 않은 결과를 초래하고 모든 선택이 동등하게 허용된다는 도덕 원칙으로 귀결되는지를 보여줌으로써 도덕성에 대한 논증에서 더욱 발전되었다.
데이비드 루이스의 양상 실재론의 핵심에는 가능한 세계에 대한 6가지 핵심 독트린이 있다.
1. 가능한 세계가 존재한다. 그것들은 우리의 세계만큼 실재적이다.
2. 가능한 세계는 우리 세계와 같은 종류이다. 종류가 아니라 내용이 다르다.
3. 가능한 세계는 더 기본적인 것으로 환원될 수 없다. 그들은 그 자체로 환원할 수 없는 존재다.
4. 현실은 지표이다. 우리가 우리의 세계가 실재한다고 주장함으로써 다른 가능한 세계와 구별할 때, 우리는 그것이 우리의 세계라는 것을 의미할 뿐이다.
5. 가능한 세계는 부분의 시공간적 상호 관계에 의해 통합된다. 모든 세계는 다른 모든 세계와 시공간적으로 격리되어 있다.
6. 가능한 세계는 서로 인과적으로 격리되어 있다.

## 같이 보기
- 불가능세계론
- 다세계 해석
- 수학적 우주 가설
- 다중 우주론